# Anthurium linguifolium
Anthurium linguifolium är en kallaväxtart som beskrevs av Adolf Engler. Anthurium linguifolium ingår i släktet Anthurium och familjen kallaväxter. Inga underarter finns listade.